# Vladimir Nemirovitsj-Dansjenko

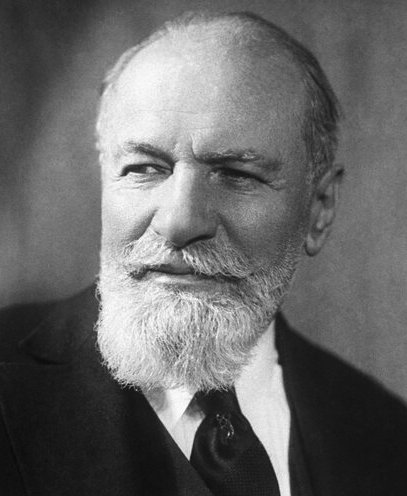
Vladimir Nemirovitsj-Dansjenko in 1919.

Vladimir Ivanovitsj Nemirovitsj-Dansjenko (Russisch: Владимир Иванович Немирович-Данченко) (Ozoergeti, 11 december 1858 – Moskou, 25 april 1943) was een Russisch theaterdirecteur, theaterproducent en toneelschrijver.

## Leven en werk
Nemirovitsj-Dansjenko werd geboren als zoon van een Oekraïens officier en studeerde wis- en natuurkunde in Moskou. In 1879 verliet hij de universiteit om theatercriticus te worden. Vanaf 1881 publiceerde hij zijn eerste toneelstukken.
Nemirovitsj-Dansjenko richtte in 1898 samen met Konstantin Stanislavski het Moskouse Kunsttheater op, dat nog steeds beschouwd wordt als een der beste theaters ooit. Ze brachten als een der eersten stukken van Maksim Gorki en Anton Tsjechov, waaronder "De kersentuin", "De drie zusters" en "De briesende bruid". Nemirovitsj-Dansjenko was leermeester van onder anderen actrice Olga Knipper en acteur Vsevolod Meyerhold, die later ook een bekend regisseur zou worden. ‘Sfeer’ was een centraal begrip bij alles wat Nemirovitsj-Dansjenko in en voor het theater deed.
Nemirovitsj-Dansjenko kon zijn werk met behoud van zijn integriteit voortzetten in de Sovjet-periode en werd meermaals onderscheiden. In 1926 richtte hij nog het Nemirovitsj-Dansjenko Muziektheater op. Hij stierf in 1943 aan een hartaanval.